# TCR BeNeLux Touring Car Championship
El TCR BeNeLux Touring Car Championship es una serie de automovilismo organizada por Royal Automobile Club of Belgium (RACB) y Kronos Events. El campeonato se disputa con automóviles que cumplen con la homologación TCR.
En diciembre de 2014, la RACB anunció que crearía el campeonato TCR Benelux. La temporada inaugural tuvo lugar en 2016, con una carrera única en el circuito Jules Tacheny el 15 de octubre de 2015. Las rondas se disputan en circuitos del Benelux y cada una consta de cinco carreras. Cada fin de semana cuenta con una carrera clasificatoria de 60 minutos, con parada en boxes obligatoria, y cuatro carreras sprint de 20 minutos. Además del campeonato de pilotos normal, también hay un campeonato juvenil.

## Campeones
| Año      | Piloto             | Equipo                       | Automóvil               |
| -------- | ------------------ | ---------------------------- | ----------------------- |
| 2016     | Stéphane Lémeret   | Boutsen Ginion Racing        | Honda Civic Type R TCR  |
| 2017     | Benjamin Lessennes | Boutsen Ginion Racing        | Honda Civic Type R TCR  |
| 2018     | Jean-Karl Vernay   | Leopard Lukoil Team WRT      | Audi RS 3 LMS TCR       |
| 2019     | Julien Briché      | JSB Compétition              | Peugeot 308 TCR         |
| 2020     | Nicolas Baert      | Comtoyou Racing              | Audi RS 3 LMS TCR       |
| 2021     | Niels Langeveld    | Sébastien Loeb Racing        | Hyundai Elantra N TCR   |
| 2022     | Franco Girolami    | Audi Sport Team Comtoyou PSS | Audi RS3 LMS TCR (2021) |
| Fuentes: |                    |                              |                         |